# IC 4305
IC 4305 — галактика типа Е5 в созвездии Гончие Псы. Поверхностная яркость — 13,1 mag/arcmin². Этот объект входит в число перечисленных в оригинальной редакции «Нового общего каталога».